# 清和台
清和台（せいわだい）は、兵庫県川西市の地名。現行行政地名は清和台東一丁目から清和台東五丁目及び清和台西一丁目から清和台西五丁目。住居表示は実施済み。

## 歴史・概要
地区の東端を猪名川が流れ、中東部に虫生川および虫生ダムがある。昭和後期に開発されたニュータウンである。地名の由来は、川西市を本拠地としていた清和源氏からとったとされる。
進和不動産が開発業者となって、174haに総戸数約5,000戸・人口約2万人が居住するニュータウンを目指していた。
また、川西市の開発指導要綱の適用第1号となり、道路の整備や公共施設の建物の無償提供（行政センター・消防署・派出所・集会所など）、小中学校の敷地の原価での提供などが行われた。
当地区の中心部から開発当時の最寄り駅だった能勢電鉄多田駅まで約6.5㎞離れていた。
。バス路線の開設が公共交通機関の確保のために必須であったため、開発業者の進和不動産が負担してニュータウンの北端部にバス営業所の施設を建設して阪急バスに無償提供。
1970年（昭和45年）4月1日から阪急バスを借り上げてチャーター便として運航を開始し、同年10月の阪急バス清和台営業所開設と同時に同社の杉生線が当地区を経由する路線に変更されて、正式に乗り入れを開始した。
なお、この路線変更時には杉生線の起点も阪急池田駅前から川西能勢口駅前に変更された。
また、4階建ての集合住宅を建設して医療施設なども整備するなど、中心部の開発を先行して進め、施設整備とその運営の基盤を固める形で開発が進められた。
ニュータウンの中央部に1978年（昭和53年）7月7日に開業した「清和台センターモール」は、奈良の唐招提寺をモチーフとした寄棟造の6棟の建物が、寺院の境内を想起させる鐘楼を持つ広場を取り囲むオープンモール形式で建設された。
風の子地蔵や野外ステージも設置して、樹木の成長により、鎮守の森の様に施設全体を覆うことで、清和台ニュータウンの住民の精神的な安定や日本的な風景の再現を図ろうとした。
これは、当時各地に建設されたニュータウンで宗教施設が完全に排除されたことにより、自殺者や精神異常者が多数出るなどの問題が生じていたことに対応したものであった。

## 地価
調査基準日2023年（令和5年）1月1日時点での公示地価は、清和台東四丁目2番29号の地点で68,000円/m2。

## 歴史
- 1965年（昭和40年）- 団地開発計画固まる。[要出典]
- 1966年（昭和41年）12月16日 - 竹中工務店と三菱信託銀行グループが共同で開発母体となる「進和不動産」を設立[15]。
- 1967年（昭和42年）- 一般公募の中から団地の名称が「清和台」に決まる。（対立案は「光風台」であった。）[要出典]
- 1968年（昭和43年）- 宅地造成始まる[16]。
- 1969年（昭和44年）- 分譲開始[17]。（清和台西1丁目）[要出典]
- 1970年（昭和45年）
  - 4月1日 - 川西市立清和台小学校・清和台幼稚園を開設[17]。借り上げによる阪急バス・チャーター便の運航を開始[8]。
  - 10月 - 阪急バス清和台営業所が開設され、阪急バス杉生線の清和台への乗り入れを開始[8]。
- 1974年（昭和49年）10月17日[18] - 清和台西五丁目に川西消防署清和台出張所を開設[19]。
- 1975年（昭和50年）4月1日 - 川西市立清和台中学校を開校[18]。
- 1977年（昭和52年）4月1日 - 川西市立清和台南小学校を開校[20]。
- 1978年（昭和53年）8月 - 「清和台センターモール」が完成[11]。

## 世帯数と人口
2023年（令和5年）6月30日現在の世帯数と人口は以下の通り。
| 丁目           | 世帯数    | 人口     |
| -------------- | --------- | -------- |
| 清和台東一丁目 | 468世帯   | 1,009人  |
| 清和台東二丁目 | 753世帯   | 1,600人  |
| 清和台東三丁目 | 162世帯   | 441人    |
| 清和台東四丁目 | 1,189世帯 | 2,647人  |
| 清和台東五丁目 | 262世帯   | 580人    |
| 清和台西一丁目 | 528世帯   | 1,220人  |
| 清和台西二丁目 | 427世帯   | 897人    |
| 清和台西三丁目 | 487世帯   | 1,093人  |
| 清和台西四丁目 | 531世帯   | 1,161人  |
| 清和台西五丁目 | 445世帯   | 977人    |
| 計             | 5,252世帯 | 11,625人 |

## 小・中学校
- 川西市立清和台中学校 - 1975年（昭和50年）4月1日開校[18]。
- 川西市立清和台小学校 - 1970年（昭和45年）4月1日開校[17]。
- 川西市立清和台南小学校 - 1977年（昭和52年）4月1日開校[20]。

市立小・中学校の通学区域は以下の通り。
| 丁目           | 街区 | 小学校                 | 中学校               |
| -------------- | ---- | ---------------------- | -------------------- |
| 清和台東一丁目 | 全域 | 川西市立清和台小学校   | 川西市立清和台中学校 |
| 清和台東二丁目 | 全域 | 川西市立清和台小学校   | 川西市立清和台中学校 |
| 清和台東三丁目 | 全域 | 川西市立清和台小学校   | 川西市立清和台中学校 |
| 清和台東四丁目 | 全域 | 川西私立清和台南小学校 | 川西市立清和台中学校 |
| 清和台東五丁目 | 全域 | 川西私立清和台南小学校 | 川西市立清和台中学校 |
| 清和台西一丁目 | 全域 | 川西市立清和台小学校   | 川西市立清和台中学校 |
| 清和台西二丁目 | 全域 | 川西市立清和台小学校   | 川西市立清和台中学校 |
| 清和台西三丁目 | 全域 | 川西市立清和台南小学校 | 川西市立清和台中学校 |
| 清和台西四丁目 | 全域 | 川西市立清和台南小学校 | 川西市立清和台中学校 |
| 清和台西五丁目 | 全域 | 川西市立清和台南小学校 | 川西市立清和台中学校 |

## 交通

### 鉄道
鉄道は通っていない。

### バス
- 阪急バス清和台営業所 - 開発業者の進和不動産が負担してニュータウンの北端部にバス営業所の施設を建設して阪急バスに無償提供し、1970年（昭和45年）10月に開設[8]。

1970年（昭和45年）4月1日から阪急バスを借り上げてチャーター便として運航を開始し、同年10月の阪急バス清和台営業所開設と同時に同社の杉生線が当地区を経由する路線に変更されて、正式に乗り入れを開始した。
なお、この路線変更時には杉生線の起点も阪急池田駅前から川西能勢口駅前に変更された。
そして、1976年（昭和51年）8月10日には川西能勢口駅西口に開設されたバスターミナルに乗り入れることになった。
阪急宝塚線川西能勢口駅・JR宝塚線（福知山線）川西池田駅、能勢電鉄妙見線平野駅から阪急バスが運行されている。

### 主な道路
- 兵庫県道12号川西篠山線
- 新名神高速道路

## 施設

### 公園
- 清和台中央公園

花の名所づくり事業により、満天星つつじ約1,500本が植えられた。
- トナリエ清和台[25]